# Anne Hathaway (Shakespeare felesége)
Anne Hathaway (1555/1556 – 1623. augusztus 6.) volt William Shakespeare felesége. 1582-ben kötöttek házasságot. Anne Hathaway-ről igen kevés információ maradt fenn, néhány jogi dokumentum kivételével, de személyisége és Shakespeare-rel való kapcsolata a történészek és életrajzírók állandó spekulációjának tárgya.

## Élete
Anne Hathaway feltehetően Shottery-ben, Stratford-upon-Avon-tól nem messze, az angliai Warwickshire grófságban nőtt fel. Feltehetően azon a tanyán született és nőtt fel, mely a Hathaway család birtokában volt egészen a 19. századig. Apja, Richard Hathaway, szabad földműves volt. 1581 szeptemberében halt meg és 6 font 13 shilling 4 penny-t hagyott Anne-ra, melyet esküvője napján kellett kifizetni neki.

### Házassága

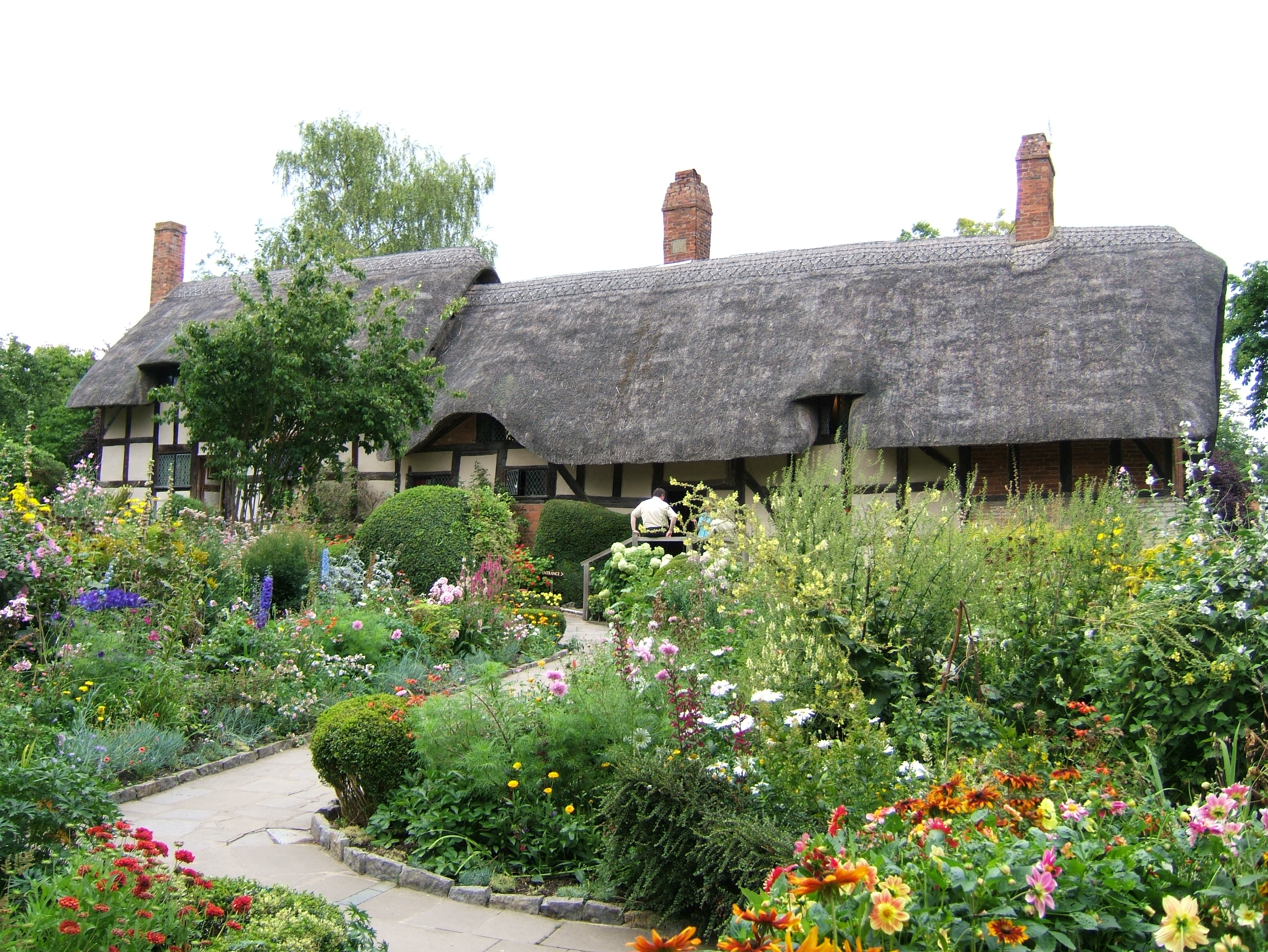
A Hathaway család farmháza Shottery-ben

Hathaway 1582 novemberében házasodott össze William Shakespeare-rel, miközben már terhes volt első közös gyermekükkel, akinek hat hónappal később adott életet. Az esküvő idején Hathaway 26 éves volt, Shakespeare csak 18 – a történészek ennek alapján feltételezik, hogy a házasságot a Hathaway család erőltette Shakespeare-re, aki teherbe ejtette Anne-t. Ez azonban csak feltételezés és semmilyen konkrét adat vagy utalás nem támasztja alá.
Egy ideig a worcesteri püspöki irattárban talált dokumentumok alátámasztani látszottak ezt a feltételezést, ahol egy házassági engedélyt találtak "Wm Shaxpere" és egy bizonyos "Annam Whateley" nevére kiállítva. Azonban a rákövetkező napon Fulk Sandells és John Richardson, a Hathaway család barátai egy 40 fontos garanciát írtak alá "William Shagspere and Anne Hathwey" esküvőjére. Frank Harris, a The Man Shakespeare (1909) című életrajz szerzője ezt úgy értelmezte, hogy Shakespeare egy másik nővel (Anne Whateley-vel akart összeházasodni), de amint kiderült, a Hathaway család arra kényszerítette, hogy elvegye a terhes Anne-t. Harris értelmezése szerint a kényszerházasság miatt hagyta el Shakespeare szülővárosát, költözött Londonba és kezdte meg színházi pályafutását. Azonban Stanley Wells, az Oxford Companion to Shakespeare szerzője szerint a legvalószínűbb és leginkább elfogadottabb értelmezés szerint a két név minden bizonnyal a püspöki írnok hibájából ered.

### Házaséletük
Anne három gyereket szült: Susanna 1583-ban, az ikrek, Hamnet és Judith pedig 1585-ben jött világra. Házasságuk nagy részét Shakespeare Londonban töltötte, ahol drámáit írta és rendezte, míg Anne Stratfordban élt. Azonban Shakespeare minden évben visszatért hosszabb-rövidebb időre Stratfordba, és amikor 1613-ban visszavonult, Stratfordot választotta lakhelyéül.

### Halála
1623-ban halt meg és a Stratford-upon-Avonban található Szentháromság-templomba temették. Sírfelirata: Here lyeth the body of Anne wife of William Shakespeare who departed this life the 6th day of August 1623 being of the age of 67 years. („Itt nyugszik Anne, William Shakespeare feleségének teste, aki 67 évesen, 1623. augusztus 6-án távozott az élők sorából”). A síron egy latin felirat is látható, amelyet feltehetően John Hall orvos, Anne lánya, Susanna férje írt.

## Anne Hathaway az irodalomban
Shakespeare 145. szonettjéről azt feltételezik, hogy Anne Hathaway-re utal benne, a hate away kifejezés az I. Erzsébet korabeli kiejtésnek megfelelően szójáték lehetett a Hathaway névre, míg a rákövetkező "And saved my life" kifejezés, szintén a korabeli kiejtés alapján, megfelelt az "Anne saved my life" kifejezésnek. A szonett sorainak hossza eltér a későbbi szonettektől, egyszerű nyelvezete alapján azt feltételezik, hogy a többinél sokkal korábban született.
Angol eredeti
Those lips that Love's own hand did make
Breathed forth the sound that said 'I hate'
To me that languish'd for her sake;
But when she saw my woeful state
Straight in her heart did mercy come,
Chiding that tongue that ever sweet
Was used in giving gentle doom,
And taught it thus anew to greet:
'I hate' she alter'd with an end,
That follow'd it as gentle day
Doth follow night, who like a fiend
From heaven to hell is flown away;
'I hate' from hate away she threw,
And saved my life, saying 'not you.'
Szabó Lőrinc magyar fordításában
Ámor-mintázta ajka azt
Lehelte, hogy: »Szívem gyűlöl«,
De, látván: majd sírva fakaszt
És hogy az epedés megöl,
Szívébe irgalom suhant,
Dorgálva, hogy nem volt soha
Ily kegyetlen a drága hang;
S erre így köszöntött szava:
»Szívem gyűlöl« – s utána jött
Valami, mint hajnal ha gyúl
Az éjre, mely, mint ördögök
Raja, égből pokolra hull:
»Szívem gyűlöl, de...« – s életet
Adott a szó –: »nem tégedet«.

## Külső hivatkozások
- Anne Hathaway, wife of Shakespeare
- Hathway and Shakespeare's marriage license Archiválva 2008. január 14-i dátummal a Wayback Machine-ben
- A TIME magazine review of Germaine Greer's new biography on Anne Hathaway Archiválva 2010. október 9-i dátummal a Wayback Machine-ben